# Emilian Konopczyński

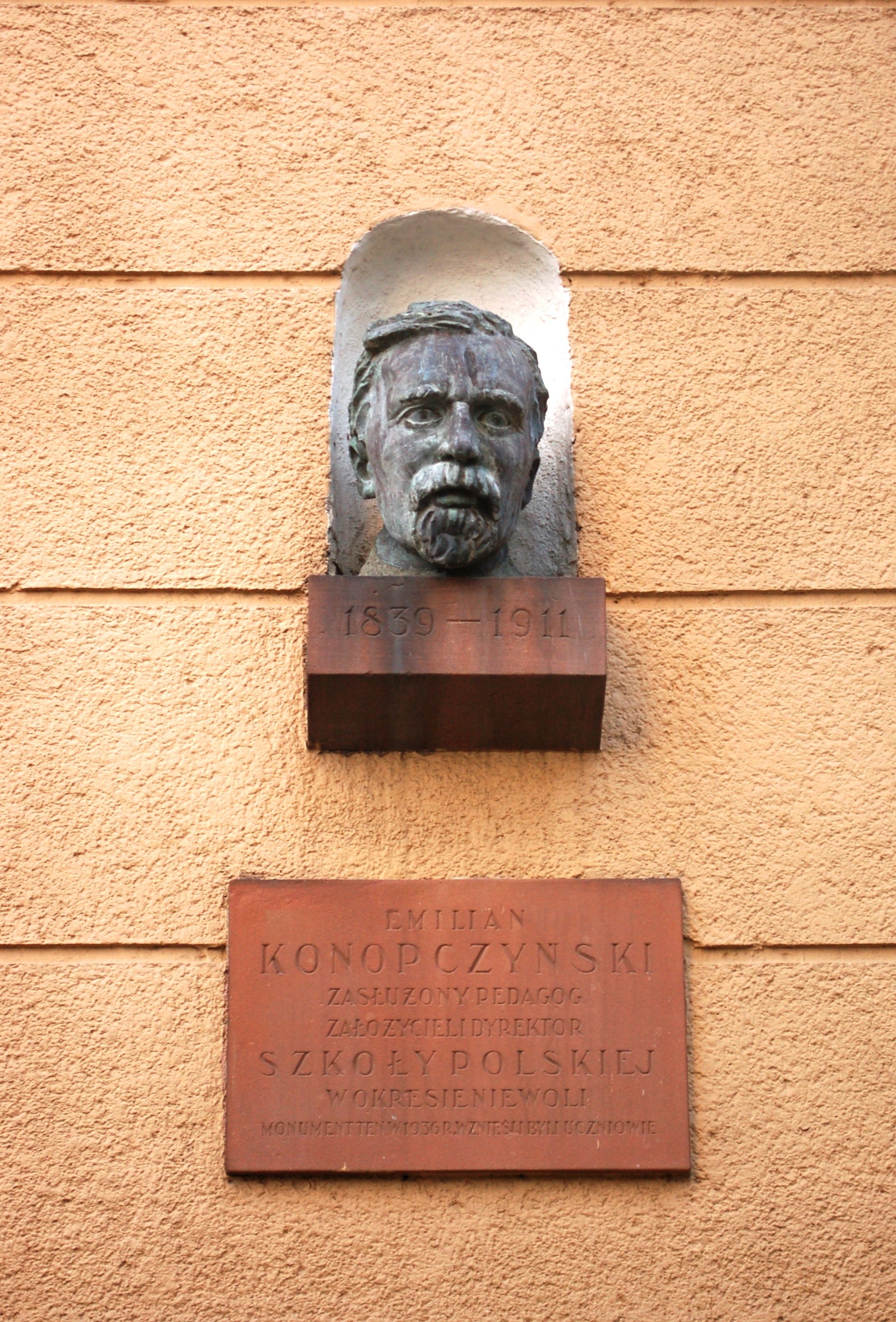
Popiersie i tablica upamiętniająca Konopczyńskiego

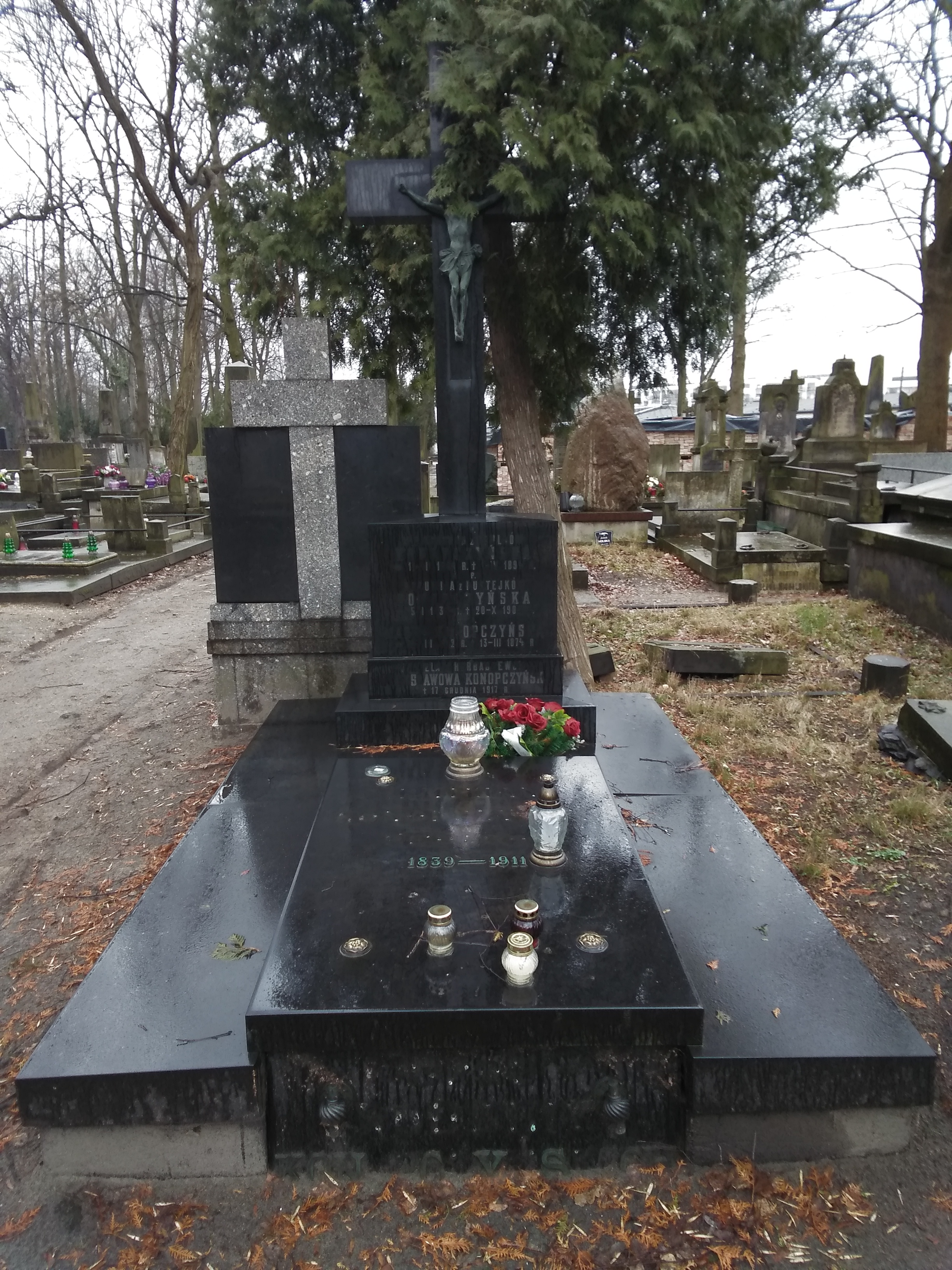
Grób Emiliana Konopczyńskiego na cmentarzu Powązkowskim

Emilian Konopczyński (ur. 10 września 1839 w Miłobędzynie, zm. 10 marca 1911 w Warszawie) – polski działacz społeczny i pedagog, filolog klasyczny, tłumacz, publicysta, założyciel i dyrektor szkoły.

## Życiorys
Był synem nauczyciela z okolic Płocka. Jako stypendysta władz oświatowych Królestwa Polskiego rozpoczął studia na Wydziale Lekarskim Uniwersytetu Moskiewskiego, później przeniósł się na filologię, którą ukończył w 1860, otrzymując stopień kandydata nauk.
Działał w organizacjach naukowych i filantropijnych: uczestniczył w organizowaniu Towarzystwa Pomocy Naukowej w Warszawie, współpracował z Warszawskim Towarzystwem Dobroczynności, początkowo jako kierownik kursów niedzielnych dla służących, następnie jako doradca i egzaminator w zakładach towarzystwa. W latach 1861–62 pomagał w zakładaniu Szkoły Głównej. Z ramienia Warszawskiego Towarzystwa Dobroczynności był opiekunem ochronki (sierocińca) nr 27 przy ul. Nowy Świat, pełnił też funkcję wiceprezesa Wydziału Ochron i Szwalni. W swym mieszkaniu prowadził stancję dla chłopców.
Był inicjatorem utworzenia specjalnego funduszu na dokształcanie nauczycieli, na który pierwszy złożył 1000 srebrnych rubli.
Od 1862 uczył języków starożytnych w szkołach prywatnych i państwowych, m.in. w szkole realnej, w III Rządowym Gimnazjum w Warszawie (późniejsze IV Gimnazjum), w niedzielnej szkole handlowej, w I Progimnazjum (1866-1870) i w IV Gimnazjum w Warszawie (1870-1892). Był autorem podręcznika do nauki języka łacińskiego dla klasy III (wydanego w 1905). W 1897 w ramach Biblioteki Dzieł Filozoficznych, redagowanej przez Henryka Struvego, wydał tłumaczenie Wspomnienia o Sokratesie Ksenofonta.
Emilian Konopczyński był członkiem redakcji „Przeglądu Pedagogicznego”, w którym publikował liczne artykuły (część z nich podpisywał kryptonimami E-ski, E. K., Em. K.). Prace na tematy pedagogiczne drukował także w „Roczniku Pedagogicznym”, „Bluszczu”, „Gazecie Polskiej” (listy o wychowaniu), „Zdrowiu”, „Miesięczniku Kuriera Polskiego” oraz lwowskim „Eosie”. Współpracował z redakcjami Wielkiej encyklopedii wychowawczej i Wielkiej encyklopedii powszechnej ilustrowanej, dla których opracowywał hasła z zakresu pedagogiki i historii starożytnej.

## Szkoła Konopczyńskiego
Już na emeryturze Emilian Konopczyński uzyskał w 1897 koncesję na otwarcie przy ul. Składowej 3 (obecnie ul. Pankiewicza) prywatnej 6-klasowej szkoły realnej, przeniesionej w 1900 do oficyny dawnego pałacu Uruskich przy ul. Aleksandria (od 1907 ul. Kopernika 34). Podczas strajku szkolnego 1905 roku na wiecu szkolnym w dniu 18 lutego w Resursie Obywatelskiej jednogłośnie zdecydowano, bez czekania na zgodę władz rosyjskich, przeorganizować szkołę w pierwsze gimnazjum męskie z wykładowym językiem polskim – ogólnokształcące o kierunku filologicznym i realnym. Sprawiło to, że szkoła stała się jedną z najpopularniejszych w Warszawie. Jej wychowankami byli późniejszy prezydent Warszawy Stefan Starzyński, profesor ASP Bohdan Marconi oraz architekt, grafik i plakacista Tadeusz Gronowski.
W 1911 w szkole powstała drużyna skautowa (późniejsza 3 Warszawska Drużyna Harcerzy) im. księcia Józefa Poniatowskiego. Działali w niej m.in. Jan Nowak-Jeziorański, późniejszy naczelnik Szarych Szeregów Stanisław Broniewski „Orsza”, krytyk teatru Jan Kott i krytyk literatury Ryszard Matuszewski.
Szkołą tą Emilian Konopczyński kierował do końca życia. Po jego śmierci w 1911 byli wychowankowie szkoły ufundowali nowy gmach szkolny przy ul. Sewerynów 4. Kamień węgielny wmurowano w fundamenty 3 września 1912, a rok później, 4 września 1913, zabrzmiał pierwszy dzwonek. Był to wówczas najnowocześniejszy budynek szkolny w Warszawie. Na czterech kondygnacjach budynku mieściło się 18 izb szkolnych, kilka sal i audytoriów specjalnych, sala aktowa, pokoje nauczycielskie, pomieszczenia dla administracji szkoły, gabinet lekarski oraz sala rekreacyjna, na poddaszu zlokalizowano specjalną salę do nauki rysunków i robót ręcznych, a na wieżyczce budynku – małe obserwatorium astronomiczne. W podziemiach umieszczono szatnię i salę gimnastyczną. W budynku znajdowało się też kilka mieszkań dla personelu szkoły. Przy budynku było obszerne podwórze, a na placu znajdującym się naprzeciwko urządzono boisko.
W 1919 szkoła została upaństwowiona i przemianowana na Gimnazjum im. Adama Mickiewicza. Uczęszczali do niej m.in. historyk sztuki Jan Białostocki, architekt Piotr Biegański, aktor i satyryk Edward Dziewoński, działacz sportowy Włodzimierz Gołębiewski, historyk Adam Mauersberger i filolog Ihor Ševčenko, uczniami szkoły byli także synowie ówczesnego Prezydenta Rzeczypospolitej Stanisława Wojciechowskiego, syn ministra Eugeniusza Kwiatkowskiego i premiera Władysława Grabskiego.
7 grudnia 1936 w czasie zjazdu byłych wychowanków szkoły, zmieniono nazwę ul. Sewerynów na ul. E. Konopczyńskiego, a uczestniczący w uroczystości prezydent Warszawy i wychowanek szkoły Stefan Starzyński odsłonił popiersie patrona i tablicę pamiątkową na elewacji budynku.

## Życie prywatne
Emilian Konopczyński ożeniony był z Bogumiłą z Rustejków i miał dwóch synów: Stanisława – inżyniera i Karola – chemika, oraz przybraną córkę – Karolinę Ślusarską. Był stryjem wybitnego historyka Władysława Konopczyńskiego.
Ciężko chory na serce, zmarł 10 marca 1911 w Warszawie. Jego pogrzeb 13 marca był wielką manifestacją polskiego szkolnictwa średniego, obszerny opis uroczystości zachował się w „Kurierze Warszawskim”. Pochowano go na cmentarzu Powązkowskim (kwatera S-1-29/30).